# ورزشگاه الخور
ورزشگاه الخور (به عربی: استاد الخور) یک ورزشگاه فوتبال در قطر است که در الخور واقع شده‌است.